# Ipomoea bolusiana
Ipomoea bolusiana är en vindeväxtart som beskrevs av Schinz. Ipomoea bolusiana ingår i släktet praktvindor, och familjen vindeväxter. Inga underarter finns listade i Catalogue of Life.